# Der Trick mit dem Schlüssel
Der Trick mit dem Schlüssel ist der erste Fernsehfilm in der achtteiligen Reihe Interpol (1963–1967). Bevor die eigentliche Handlung beginnt, wird die Folge durch ein Interview mit Paul Dickopf vom BKA eingeleitet, der die Arbeit von Interpol erläutert.

## Handlung
Der Trickbetrüger Alexander Gordon flirtet mit Damen jeden Alters, um ihnen dann bei einem Treffen ihre Hausschlüssel stehlen zu lassen. Insbesondere seine Fähigkeit als Klavierspieler führen zu den geplanten Erfolgen. Sein Diener Victor nutzt diese Ablenkung, besorgt sich aus den Damenhandtaschen die Wohnungsschlüssel und macht sich umgehend auf dem Weg zur Wohnung der Damen.
Nach dem sich die 14. Dame bei der Polizei als Opfer meldet, wird Interpol eingeschaltet.